# Харьюмаа
Ха́рьюмаа (эст. Harjumaa) или Ха́рьюский уе́зд (эст. Harju maakond) — один из 15 уездов Эстонии. Административный центр до 1 января 2018 года — город Таллин, столица страны.

## География
Харьюмаа расположен в Северной Эстонии, выходит к побережью Финского залива Балтийского моря. Простирается от залива Кейбу до залива Эру на севере, до земель Элламаа, Хайба, Кийза и Саарнакырве (включительно) на юге и до окрестностей Тапа; граничит с уездами Ляэнемаа, Рапламаа, Ярвамаа и Ляэне-Вирумаа. Нынешние границы уезда в основном сформировались в 1962 году, когда с тогдашним Харьюским уездом были объединены Кейлаский район, Кыуэский сельсовет и окрестности Аэгвийду, а в 1963 году к ним были присоединены лесные массивы вдоль реки Валгейыги. При преобразовании в 1991 году Харьюского района в уезд Харьюмаа границы административной единицы остались прежними. 
Предшественницей современного Харьюмаа была Харью — одна из восьми исторических областей (маакондов) в древней Эстонии Эстонии.
Площадь уезда — 4327,86 км² (10,0 % от общей площади страны).

## Управление
До 2017 года включительно главой Харьюмаа был уездный старейшина, исполнительным органом государственного управления — Харьюская уездная управа, которая подчинялась министру регионального развития. 
С 1 января 2018 года уездные управы и, соответственно, должности старейшин уездов в Эстонии упразднены; их обязанности переданы государственным учреждениям и местным самоуправлениям. До этого старейшиной уезда с 2009 года была Юлле Раясалу (Ülle Rajasalu).
Органом представительной власти является уездное собрание Харьюмаа.

## Муниципалитеты
В состав уезда входят 4 города-муниципалитета и 12 волостей:
Города-муниципалитеты:
- Таллин
- Кейла
- Локса
- Маарду

Волости:
- Ания, включая город Кехра
- Виймси
- Йыэляхтме
- Кийли
- Козе
- Куусалу
- Ляэне-Харью, включая город Палдиски
- Раазику
- Раэ
- Саку
- Сауэ, включая город Сауэ
- Харку

До административно-территориальной реформы 2017 года уезд состоял из 6 городов и 17 волостей:
Города-муниципалитеты:
- Таллин
- Локса
- Маарду
- Палдиски
- Сауэ
- Кейла

Волости:
- Ания, включая город Кехра
- Аэгвийду
- Вазалемма
- Виймси
- Йыэляхтме
- Кейла
- Керну
- Кийли
- Козе
- Куусалу
- Нисси
- Падизе
- Раазику
- Раэ
- Саку
- Сауэ
- Харку

## Население
По состоянию на 1 января 2024 года в Харьюмаа насчитывалось 646 315 жителей (47 % всех жителей Эстонии — это самый населённый уезд страны), из них 305 973 — мужчины (47,3 %) и 340 342 — женщины (52,7 %). Плотность населения составила 149,3 чел/км² (самый густонаселённый уезд в стране). В Таллине проживали 457 572 человека (70,8 % населения уезда или 33,3 % населения всей страны).
С 2000 по 2024 год численность населения во всех уездах Эстонии сокращалась, кроме Харьюмаа и Тартумаа.
Характерной чертой уезда всегда была его многонациональность. Ранее многочисленные немцы почти не представлены, однако в уезде проживает самое крупное в Эстонии русское этническое меньшинство. В 2024 году эстонцы составляли 59,5 % населения (384 тыс.), русские — 25,9 % (168 тыс.), украинцы — 6,6 %, белорусы — 1,2 %,  финны — 0,7 %,  евреи — 0,3 %,  латыши — 0,3 %, немцы — 0,2 %, азербайджанцы — 0,2 %,  армяне — 0,2 %,  татары — 0,2 %, прочие — 4,7 % (литовцы, поляки и др.). 
В 2024 году лица в возрасте до 14 лет включительно составили 16,8 % населения, в возрасте 15—64 года — 65,5 %, 65 лет и старше — 17,7 %. 
В 2023 году общий коэффициент рождаемости (ОКР) в уезде составил 8,26 ‰, смертности — 9,27 ‰, коэффициент естественного прироста — -1,01 ‰ (отрицательный). Это означает, что рост численности населения в уезде объясняется положительным сальдо миграции.
По состоянию на 1 января 2006 года в уезде проживали 521 313 человек, из которых 45,9 % ― мужчины и 54,1 % ― женщины. Около 75 % населения уезда проживало в столице страны ― городе Таллине. В 2006 году общий коэффициент рождаемости  в уезде составил 11,9 ‰, смертности — 11,4 ‰, коэффициент естественного прироста — 0,5 ‰.
В 2006 году эстонцы составляли 59,2 % населения (308 тыс.), русские — 32,6 % (170 тыс.), украинцы — 3,4 %, белорусы — 1,8 %, прочие — 3,0 %. 14,1 % населения были дети до 14 лет включительно, трудоспособное население (возраст 15—64 года) составляло 70,1 %, лица пенсионного возраста (65 лет и старше) — 15,7 %. Плотность населения составляла 120,3 чел./км².
Число жителей Харьюмаа на 1 января каждого года по данным Департамента статистики:
| 2000     | 2011       | 2015      | 2016      | 2017      | 2018      | 2019      | 2020      | 2021       | 2022      | 2023      | 2024      |
| -------- | ---------- | --------- | --------- | --------- | --------- | --------- | --------- | ---------- | --------- | --------- | --------- |
| 525 354* | ↗ 552 882* | ↗ 569 055 | ↗ 576 215 | ↗ 582 509 | ↗ 589 610 | ↗ 598 059 | ↗ 605 029 | ↗ 614 567* | ↗ 614 561 | ↗ 638 076 | ↗ 646 315 |

* По данным переписей населения Эстонии
Половая структура населения Харьюмаа по данным переписей населения Эстонии:
| Пол / год | 2001 | 2011   | 2021   |
| --------- | ---- | ------ | ------ |
| Мужчины   | 45,8 | ↗ 45,9 | ↗ 47,5 |
| Женщины   | 54,2 | ↘ 54,1 | ↘ 52,5 |

Возрастная структура населения Харьюмаа по данным переписей населения Эстонии:
| Возраст / год | 2001 | 2011   | 2021   |
| ------------- | ---- | ------ | ------ |
| 0—17          | 20,9 | ↘ 18,4 | ↗ 20,4 |
| 18—64         | 65,6 | ↗ 66,0 | ↘ 61,7 |
| 65 и старше   | 13,5 | ↗ 15,6 | ↗ 17,9 |

### Данные переписи населения Эстонии 2021 года
По данным переписи населения Эстонии 2021 года, в уезде Харьюмаа проживали 614 567 человек или 46,14 % населения Эстонии, из них 372 245 чел. (60,57 %) — эстонцы, 178 169 чел. (28,99 %) — русские, 18 886 чел. (3,07 %) — украинцы, 7473 чел. (1,22 %) — белорусы, 4226 чел. (0,69 %) — финны, 1812 чел. (0,29 %) — латыши, 1572 чел. (0,26 %) — евреи, 1473 чел. (0,24 %) — немцы, 1386 чел. (0,23 %) — литовцы, 1306 чел. (0,21 %) — татары, 1218 чел. (0,2 %) — армяне, 1148 чел. (0,19 %) — поляки, 18 684 чел. (3,04 %) — другие национальности, национальность 4969 человек (0,81 %) неизвестна.
Доля населения старше 65 лет в структуре населения уезда составляла 17,87 % населения (109 801 чел.), а доля населения младше 15 лет — 17,32 % (106 421 чел.).
Из 614 567 жителей уезда граждан Эстонии — 80,81 % (496 658 чел.), лиц без гражданства — 6,49 % (39 891 чел.), граждан России — 6,31 % (38 808 чел.), граждан других стран — 6,3 % (38 739 чел.), гражданство 471 человека 0,08 % неизвестно. В уезде проживает 56,52 % всех русских Эстонии, 47,5 % (38 808 чел.) всех граждан России, проживающих в стране, и 59,9 % (39 891 чел.) всех апатридов Эстонии.
Для 354 549 человек (57,69 % населения уезда) родным был эстонский язык, для 220 772 человек (35,92 %) — русский язык, для 8388 человек (1,36 %) — украинский язык, для 2947 человек (0,48 %) — английский язык, для 2567 человек (0,42 %) — финский язык, для 1113 человек (0,18 %) — испанский язык, для 1111 человек (0,18 %) — немецкий язык, для 1089 человек (0,18 %) — белорусский язык, для 1083 человек (0,18 %) — литовский язык, для 1056 человек (0,17 %) — латышский язык, для 840 человек (0,14 %) — французский язык, для 738 человек (0,12 %) — азербайджанский язык, для 620 человек (0,1 %) — армянский язык, для 466 человек (0,08 %) — татарский язык, для 11 273 человек (1,83 %) родной язык был иным, родной язык 5955 человек (0,97 %) неизвестен.

## Главные достопримечательности
- Старый город Таллина
- Дворцово-парковый ансамбль Кадриорг
- Александро-Невский собор в Таллине
- Храм преподобного Сергия Радонежского в Палдиски
- Мемориальный ансамбль Маарьямяэ
- Памятник «Бронзовый солдат»
- Памятник броненосцу «Русалка»
- Эстонский музей под открытым небом
- Замок Глена
- Замок Орлова (мыза Мариенберг)
- Замок Фалль (мыза Кейла-Йоа)
- Мыза Алло (Алу)
- Мыза Вазалем (Вазалемма)
- Мыза Кумна
- Мыза Лайц (Лайтсе)
- Мыза Маарт (Маарду)
- Мыза Кумна
- Мыза Сак (Саку)
- Мыза Фридрихсгоф (Сауэ)
- Олимпийский центр парусного спорта в Таллине
- Таллинская телебашня
- Водопад Кейла
- Водопад Ягала
- Ведьмин колодец

## Известные уроженцы
В уезде родились:
- Карл Фёдорович Багговут (1761—1812) — генерал-лейтенант русской армии, герой наполеоновских войн.
- Густав Эрнесакс (1908—1993) — композитор, хоровой дирижер, народный артист СССР (1956).
- Вельо Тормис (1930—2017) — композитор, народный артист СССР (1987).

## Галерея
- Таллин, Башенная площадь зимой
- Суда в Таллинском порту
- Мыза Лайц (Лайтсе)
- Мыза Вазалем (Вазалемма)
- Ныммеский рынок, Таллин
- Церковь Козе
- Город Кейла
- Школа посёлка Аэгвийду
- Деревня Тискре
- Ируская ТЭЦ и порт Мууга
- Водопад Кейла
- «Ведьмин колодец» в Тухала

## Комментарии
1. ↑  Вирумаа, Ляанемаа, Рявала, Сааремаа, Сакала, Уганди, Харьюмаа, Ярвамаа